# Mariano Antezana
Joaquín Mariano de Antezana Casafranca (Cochabamba, marzo de 1771 - mayo de 1812) fue un político altoperuano, líder civil de la segunda rebelión de Cochabamba contra el Imperio Español.

## Biografía
En 1810 fue uno de los caudillos populares que dirigieron la revolución de Cochabamba, la única ciudad del Alto Perú que se unió voluntariamente a la Revolución de Mayo antes de la batalla de Suipacha, que permitió el ingreso del Ejército del Norte a esa región. La revolución fue rápidamente exportada a la cercana villa de Oruro, y pronto a Santa Cruz de la Sierra.
Antezana ocupó cargos políticos en la ciudad bajo el gobierno de Francisco del Rivero. Después de la derrota patriota en la batalla de Huaqui, el gobernador Rivero fue vencido en la batalla de Amiraya y abandonó la ciudad, pasándose a los realistas.
Pero cuando el general vencedor, José Manuel de Goyeneche, se dirigía a Potosí, la población de Cochabamba volvió a estallar en una nueva revolución, bajo el mando militar de Esteban Arze y el civil de Mariano Antezana, que ejercía como presidente de la Junta Provincial de Gobierno.
Si bien mantuvo durante meses la resistencia de la ciudad, entró en continuos conflictos con Arze, de modo que terminaron por cometer un error estratégico decisivo: se dividieron las fuerzas por mitades. Con su parte, Arze salió al encuentro de los realistas, pero fue derrotado el 24 de mayo de 1812 en el combate de Pocona.
Goyeneche intimó rendición a la ciudad, y en un principio Antezana decidió abandonar la ciudad, incitando a las autoridades que quedaban a rendirse. Pero parte del pueblo, incitado por las mujeres, se negó a toda posibilidad de transacción. Las tropas que quedaban en la ciudad y varios cientos de voluntarios, además de mujeres armadas, se instalaron en la Colina de San Sebastián.
El día 27 de mayo, el ejército de Goyeneche, al mando de Jerónimo Marrón de Lombera, destrozó a las milicias cochabambinas y ocupó la ciudad, sometiéndola a una feroz represión y saqueo. Decenas de personas fueron ejecutadas en la plaza central, entre ellos Mariano Antezana, que había sido hallado refugiado en un convento. Una versión dice que Goyeneche le ofreció modificar su condena si gritaba "Viva el Rey", a lo que Antezana habría respondido: "¡Viva la Patria. Muera el Rey!"; inmediatamente fue ejecutado.